# Poa arctica var. arctica
Poa arctica var. arctica là một phân loài cỏ trong họ hòa thảo, thuộc chi poa.